# All You Need Is Love
All You Need Is Love (Lennon–McCartney) är en låt av The Beatles från 1967. Den släpptes som singel i juli 1967. Den skrevs av John Lennon (tillskriven Lennon–McCartney). Låten var Storbritanniens bidrag till "Our World", den första direktsända globala TV-sändningen. Inslaget sändes från EMI Studios i London den 25 juni där The Beatles framförde låten. 
Programmet sändes via satellit och sågs av en publik på minst 400 miljoner i 25 länder. Singeln toppade försäljningslistorna i Storbritannien, USA och många andra länder.

## Låten och inspelningen
Låten är ganska enkel till sin struktur och bärs mest upp av den allsångsliknande refrängen. Man jobbade länge med låten (under 14, 19, 23, 24, och 25 juni 1967). Ett antal av gruppen klassiskt skolade medmusiker, till exempel David Mason, deltog i inspelningen, och kören utgjorde av fruar, medarbetare och vänner som Jane Asher och fru Harrison, Mick Jagger, Keith Richards, Marianne Faithfull, Eric Clapton och Pauls bror Mike med flera.
George Martin bar upp arrangemanget men fick problem med de stycken från andra sånger som infogades mot slutet av ”All You Need Is Love”. Glenn Millers ”In The Mood” var fortfarande upphovsrättsskyddad och en smärre rättstvist inleddes innan man nådde förlikning. Gruppen refererar även till sig själva mot slutet med ironisk användning av bland annat "She Loves You". Låten var i stort sett färdig då den direktsändes inför uppskattningsvis en halv miljard tittare i programmet Our World (25 juni 1967). Programmet var bland de första att sändas till en så stor världsvid publik genom användande av nyligen tillgänglig satellitteknik, och var en anspråksfull sändning med medverkan av bland annat Pablo Picasso, medieteoretikern Marshall McLuhan och uttalanden som "art bears witness, as always, in the heart of man".
Låten blev den sista man spelade in under de sessioner som följde omedelbart i kölvattnet av Pepper-sessionerna. Låten kom att utges i flera olika sammanhang men blev först singel (tillsammans med "Baby, You're a Rich Man" som utkom i England och USA 7 respektive 17 juli 1967. Senare kom den med på LP:n Magical Mystery Tour, som utgavs i USA 27 november 1967, för att slutligen även figurera på soundtracket till Yellow Submarine, som utgavs i USA och England 13 respektive 17 januari 1969.
Sången är komponerad av John Lennon juni 1967. Den består egentligen av tre sånger som satts ihop till en, vilket är typiskt för Lennon. Inledningen på låten utgörs av "Marseljäsen" som är Frankrikes nationalsång, Därefter börjar den med den sakrala delen; "love love love", tre långa toner som är så typiskt för Lennon, och finns i många sånger. Därefter kommer recitationsdelen, och slutligen refrängen med Lennons typiska hamrande på en ton och en kulmination med en liten ton uppåt. Lennon sade att "en sång måste ha spänningsstegring, klimax och utlösning".
När George Martin, som alltid föredrog McCartneys musik framför Lennons, första gången hörde sången framförd av Lennon, lutade sig Martin mot McCartney och mumlade: "en verkligt enformig låt".
Även om refrängen är entonig är versen klurigare än så, tack vare en typisk lennonism: kapandet av ett taktslag vid slutet av varje versrad.
Låten spelas i filmen Love Actually.

## Påverkan
Låten – och Beatles generellt – blev föremål för parodi/pastisch av the Rutles i filmen All You Need Is Cash.

## Listplaceringar
| Lista (1967)   | Position         |
| -------------- | ---------------- |
| Australien     | 1                |
| Danmark        | 1 (DR "Top 20")  |
| Finland        | 3                |
| Flandern       | 4                |
| Irland         | 1                |
| Kanada         | 1                |
| Nederländerna  | 1                |
| Norge          | 1                |
| Nya Zeeland    | 1 (NZ Listner)   |
| Spanien        | 1                |
| Storbritannien | 1                |
| Sverige        | 1 (Kvällstoppen) |
| Sverige        | 1 (Tio i topp)   |
| USA            | 1                |
| Vallonien      | 1                |
| Västtyskland   | 1                |
| Österrike      | 1                |